# I Begin
I Begin — дебютный студийный альбом норвежской блэк-метал-группы God Seed. Выпущен 23 октября 2012 года в Северной Америке и 30 октября 2012 года в Европе.

## Предыстория
После суда о названии Gorgoroth бывший фронтмен Гаал объединился с бывшим басистом King ov Hell, чтобы сформировать блэк-метал-группу God Seed. Затем God Seed выпустили CD/DVD Live at Wacken, на котором был полностью воссоздан альбом Gorgoroth Black Mass Krakow 2004. В промежутке между судом о названии и созданием новой группы Гаал ушел из блэк-метала. В интервью Джону Констердайну из Terrorizer он сказал: «Я был в основном просто отстранен от всего, что связано с металом».

## Список композиций
| №                   | Название                                           | Длительность |
| ------------------- | -------------------------------------------------- | ------------ |
| 1.                  | «Awake»                                            | 4:43         |
| 2.                  | «This from the Past»                               | 5:18         |
| 3.                  | «Alt Liv»                                          | 4:08         |
| 4.                  | «From the Running of Blood»                        | 5:19         |
| 5.                  | «Hinstu Dagar»                                     | 4:55         |
| 6.                  | «Diversion 1» (бонус-трек лимитированного издания) | 1:02         |
| 7.                  | «Aldrande Tre»                                     | 4:45         |
| 8.                  | «Lit»                                              | 5:17         |
| 9.                  | «The Wound»                                        | 4:45         |
| 10.                 | «Bloodline»                                        | 3:44         |
| 11.                 | «Diversion 2» (бонус-трек лимитированного издания) | 0:30         |
| Общая длительность: | Общая длительность:                                | 42:54        |

## Участники
- Гаал — вокал (1-9)
- Stian «Sir» Kårstad — гитара (1-5, 7-9)
- Lust Kilman — гитара (1-5, 7-9)
- King ov Hell — бас-гитара (1-5, 7-9)
- Geir Bratland — клавишные (1-11)
- Kenneth Kapstad — ударные (1-5, 7-10)

### Приглашенные участники
- Хербранд Ларсен (Enslaved) — вокал на «Hinstu Dagar»
- Александр Якобсен — вокал на «Alt Liv»
- Трим Хартмарк Виснес — вокал на «Bloodline»